# Geonemertes rodericana
Geonemertes rodericana is een snoerwormensoort. De wetenschappelijke naam van de soort is voor het eerst geldig gepubliceerd in 1879 door Gulliver.